# Opera House Hotel
L'Opera House Hotel est un hôtel-boutique situé à South Bronx dans le Bronx, à New York. Il a été converti de l'ancien Opéra du Bronx, conçu par George M. Keister et construit en 1913. 
Ouvert en août 2013, l'hôtel est l'un des huit établissements hôteliers détenus et exploités par l' Empire Hotel Group . L'hôtel est le premier de plusieurs hôtels-boutiques qui ont ouvert ou sont en cours de construction dans le Bronx . 
L'épidémie de maladie des légionnaires de New York aurait émergé après la découverte de la bactérie Legionella à l'hôtel. 